# Yu Gong
O Yu Gong (chinês tradicional: 禹貢, chinês simplificado: 禹贡) ou Tributo de Yu é um capítulo do Livro de Xia (夏書/夏书)  seção do Livro de Documentos, um dos Cinco Clássicos da antiga Literatura chinesa.  O capítulo descreve o legendário  Yu o Grande e as províncias de seu tempo.  A maioria dos estudiosos modernos acredita que foi escrito no século V aC ou mais tarde.

## Conteúdo e significado

Mapa conjectural das Nove Províncias

O capítulo pode ser dividido em duas partes.  A primeira descreve as nove províncias da Ji (冀), Yan (兗), Qing (青), Xu (徐), Yang (揚), Jing (荊), Yu (豫), Liang (梁), e Yong (雍), com os trabalhos de melhoria realizados por Yu em cada província. O segundo enumera as pesquisas de Yu sobre os rios do império, seguido de uma descrição idealizada de cinco domínios concêntricos de quinhentos li cada, do domínio real (甸服 Diānfú) em torno da capital para o remoto domínio selvagem (荒服 Huāngfú).
Mais tarde, isso se tornaria importante na justificativa do conceito de Tianxia ou ""Tudo abaixo do céu"" como um meio para apoiar as reivindicações territoriais e outras das sucessivas dinastias chinesas. O tema de unificação aplicado a "tianxia" pode ser visto em Sun Tzu, A Arte da Guerra onde o objetivo supremo da estratégia ofensiva era conquistar sem destruir o que você buscou conquistar:

## Origem e versões
Apesar de Yu Gong ser tradicionalmente datado da Dinastia Xia (c. 2070 – c. 1600 BCE), A maioria dos estudiosos modernos concorda que o trabalho é consideravelmente mais recente.
A tradição determina que Confúcio (551–479 BCE) compilou o  Livro de Documentos  e incluiu o  Yu Gong , embora seja mais provável que isso foi feito mais tarde. Wang Guowei sugeriu no seu Nova Confirmação da História Antiga (古史新证) que o Yu Gong foi escrito no início da Dinastia Zhou, mas a maioria dos estudiosos agora concorda com a visão de Gu Jiegang que é um produto dos períodos Reinos Combatentes, Qin ou início Han.
Referências à história marítima no  Analectos de Confúcio e o Yu Gong sugerem sua origem em uma única cultura, enquanto a aparência do rio Oeste (西河) e rio Sul (南河)  neste último indicam que o autor veio da Estado de Wei. No prefácio do seu  Comentário sobre o Mapa Yu Gong (禹贡图注), Dinastia Ming Scholar Ài Nányīng (艾南英) (1583－1646) considerou o Yu Gong o "progenitor de todos os textos geográficos, antigos e modernos."

## Comentários
Ao longo dos séculos, inúmeros estudiosos escreveram interpretações e comentários sobre o  Yu Gong . Em 2006 o Xi'an Map Publishing Agency (西安地圖出版社) publicou uma compilação de 55 títulos que datam da Dinastia Song para a Dinastias Qing.  Entre os volumes incluídos na coleção, destacam-se:
- Mao Huang (毛晃) Yugong Zhinan (禹貢指南).[10]
- Cheng Dachang (程大昌) Yugong Lun (禹貢論) e Yugong Shanchuan Dili Tu (禹貢山川地理圖) .
- Hu Wei (胡渭) Yugong Zhuizhi (禹貢錐指).